# Муратове (Роздільнянський район)
Муратове́ — село в Україні, у Великомихайлівській селищній громаді Роздільнянського району Одеської області. Населення становить 30 осіб.
До 17 липня 2020 року було підпорядковане Великомихайлівському району, який був ліквідований.

## Населення
Згідно з переписом 1989 року населення села становило 25 осіб, з яких 12 чоловіків та 13 жінок.
За переписом населення 2001 року в селі мешкало 30 осіб.

### Мова
Розподіл населення за рідною мовою за даними перепису 2001 року:
| Мова       | Відсоток |
| ---------- | -------- |
| українська | 63,33 %  |
| російська  | 26,67 %  |
| болгарська | 6,67 %   |
| молдовська | 3,33 %   |